# Euryancale marsipospora
Euryancale marsipospora är en svampart som beskrevs av Drechsler 1961. Euryancale marsipospora ingår i släktet Euryancale och familjen Cochlonemataceae.   Inga underarter finns listade i Catalogue of Life.